# Eric Nicol
Eric Patrick Nicol (Kingston, 1919 - Vancouver, 2 de fevereiro de 2011) foi um escritor canadense, conhecido por sua coluna de humor, de longa data, no jornal The Province, da cidade de Vancouver. 
Durante sua carreira, publicou mais de 40 livros, duas obras originais e compilações de suas colunas de humor, e ganhou o Stephen Leacock Memorial Medal for Humour três vezes.